# Surco (anatomía)

En anatomía humana, un surco o hendidura ([TA]: sulcus) es un término general usado para toda ranura o repliegue, especialmente las de la superficie de la corteza cerebral que separan circunvoluciones.
También se conoce especialmente como surco la depresión lineal o valle en la superficie aclusal de un diente cuyos lados inclinados se unen en un ángulo.
Recibe el nombre de cisura (scissura) o fisura (fissura, del latín findere, «hender») cualquier depresión o surco, normal o de otro tipo; especialmente un pliegue profundo en la corteza cerebral, que abarca todo el grosor de la pared del cerebro.

## Surcos anatómicos

### En el embrión humano
- Surco de Blessig. Surco que marca en el ojo del embrión en desarrollo cuya posición corresponde a la futura ora serrata.
- Surco branquial. Repliegue externo revestido por ectodermo, que se encuentra en el embrión entre dos arcos branquiales. Son surcos en el borde de los maxilares del embrión.
- Surco labial. Surco embrionario producido por degeneración de las células centrales de la lámina labial, que más tarde se convierte en vestíbulo de la cavidad bucal.
- Surco labiodental. Surco arcuado del embrión; separa a la parte anterior del proceso maxilar inferior y, por lo tanto, contribuye a formar el labio inferior.
- Surco laringotraqueal. Repliegue ubicado a nivel del extremo caudal de la faringe embrionaria, que más tarde se convierte en las vías respiratorias.
- Surco nasolagrimal. Invaginación epitelial paralela al surco nasomaxilar del embrión, pero medial en relación con el mismo, que señala el sitio de desarrollo ulterior del conducto nasolagrimal.
- Surco nasomaxilar. Arruga localizada entre el maxilar superior y la apófisis nasal lateral del mismo lado en el embrión.
- Surco neural o surco medular. Surco producido por la invaginación de la placa neural del embrión durante el proceso de formación del tubo neural.
- Surco primitivo. Repliegue a toda la longitud sobre la superficie externa de la línea primitiva del embrión.
- Surco trigémino. Estructura embrionaria que más tarde se convertirá en el ganglio de Gasser.
- Surco uretral. Surco embrionario que más tarde se convertirá en la uretra del pene, al quedar cubierto por los pliegues genitales de cada lado.
- Surco de la vena umbilical ([TA]: sulcus venae umbilicalis). Impresión localizada sobre la superficie vísceral del hígado en el feto, que alberga a la vena umbilical.

### En el sistema nervioso
- Véase Surco (neuroanatomía)

### En la boca
- Surco alveololabial. Repliegue ubicado entre el arco dental y los labios.
- Surco alveololingual. Depresión localizada entre el arco dental y la lengua.
- Surcos complementarios. Surcos situados entre la superficie de un diente, que, al igual que los surcos del desarrollo, señalan la unión de los lóbulos primitivos de dicho diente.
- Surcos del desarrollo, líneas del desarrollo o líneas segmentarias. Surcos finos o líneas que marcan el lugar de fusión entre cúspides adyacentes; se designan según la porción de la corona que conectan.

- Surco bucal del desarrollo o surco bucal. Se conocen con este nombre surcos del desarrollo localizados sobre la superficie bucal de los dientes posteriores. Son surcos del desarrollo el surco distobucal y el surco mesiobucal.

- Surco distobucal del desarrollo o surco distobucal. Recibe este nombre el más distal de los surcos bucales que se encuentran normalmente sobre el primer molar del maxilar inferior o mandíbula.
- Surco mesiobucal del desarrollo o surco mesiobucal. Corresponde al más mesial de los dos surcos bucales que se encuentran normalmente sobre el primer molar del maxilar inferior.

- Surco central del desarrollo. Surco localizado sobre la parte central de la superficie oclusal de los dientes bicúspides y del primer molar.
- Surco lingual del desarrollo o surco lingual. Surco del desarrollo localizado sobre la superficie lingual de un diente posterior.

- Surco distolingual del desarrollo o surco distolingual. Recibe este nombre el más distal de los surcos linguales de los dientes bicúspides y molares del maxilar superior.
- Surco mesiolingual del desarrollo o surco mesiolingual. Surco que marca la unión de la primera cúspide con la superficie palatal de un diente molar superior.

- Surco oclusal. Uno de los surcos del desarrollo sobre la superficie oclusal de un diente superior.

- Surco del esmalte. Surcos que limitan el nudo del esmalte.
- Surco gingival o surco apical ([TA]: sulcus gingivalis). Espacio poco profundo en forma de V alrededor del diente, limitado por la superficie del diente por un lado y el borde libre del revestimiento epitelial de la encía por el otro; algunos autores consideran que es lo mismo que la fisura gingival, mientras que otros mantienen que son dos entidades diferentes y separadas.
- Surco gingival libre. Surco superficial situado sobre la superficie facial de las encías, que corre paralelo al borde de éstas a una distancia de 0,5 a 1,5 mm, y que suele estar a nivel del fondo del surco gingival.
- Surco interdental. Depresión vertical lineal, situada sobre la superficie de las papilas interdentales; funciona como compuerta para la salida de las partículas alimenticias desde las áreas interproximales.
- Surco medio de la lengua ([TA]: sulcus medianus linguae). Surco superficial sobre la superficie dorsal de la lengua, a nivel de la línea media.
- Surco mentolabial o pliegue mentolabial ([TA]: sulcus mentolabialis). Depresión entre el labio inferior y el mentón.
- Surco terminal de la lengua ([TA]: sulcus terminalis linguae). Surco sobre la lengua, definido en cierto grado, que se extiende desde el agujero ciego hacia delante y hacia cada lado hasta el borde de la misma, y que divide el dorso de la lengua desde su raíz. Lo indica una fila de papilas circunvaladas.
- Surco nasofaríngeo. Línea vaga entre la cavidad de la boca y la nasofaringe.
- Surcos suplementarios. Surcos ubicados sobre la superficie de un diente que, a diferencia de los surcos del desarrollo, no marcan la unión de los lóbulos primitivos.

### En el oído
- Surco ampular ([TA]: sulcus ampullaris). Surco transverso localizado sobre la ampolla  membranosa de cada conducto semicircular para la rama ampular de la rama vestibular del octavo par craneal.
- Surco espiral o surco de Waldeyer ([TA]: sulcus spiralis).  Concavidad del conducto de la cóclea o caracol en el oído. Existe un surco  espiral interno y un surco espiral externo.

- Surco espiral externo ([TA]: sulcus spiralis externus).  Concavidad dentro del conducto de la cóclea, situada inmediatamente por arriba de la cresta  basilar.
- Surco espiral interno ([TA]: sulcus spiralis internus).  Concavidad en forma de C, dentro del conducto coclear, formada por el limbo de la lámina espiral y sus labios timpánico y vestibular, a lo largo del borde de la lámina espiral ósea.

- Surco de Jacobson, más conocido como promontorio del tímpano ([TA]: promontorium tympani).  Prominencia de la pared medial de la cavidad timpánica, formada por la primera vuelta del caracol.[4]
- Surco palatino anterior, más conocido como conducto incisivo, conducto palatino anterior, conducto nasopalatino, agujero de Stensen o agujero de Stenon ([TA]: canalis incisivus). Uno de los diminutos conductos que desembocan en la apófisis  incisiva del paladar duro y por el que pasan vasos sanguíneos de pequeño calibre y nervios del suelo de la nariz a la porción anterior del techo de la boca.[3]
- Surco del promontorio de la cavidad timpánica ([TA]: sulcus promontorii cavi tympani).  Hendidura en la superficie del promontorio de la cavidad  del tímpano, que alberga al nervio timpánico.

### En el aparato digestivo
- Surco anal interesfinteriano, más conocido como línea pectinada, línea anocutánea, línea dentada, borde dentado o línea blanca de Hilton. Línea sinuosa que sigue el nivel de las válvulas anales y cruza las bases de las columnas situadas entre ellas. Constituye la referencia del sitio de unión de la zona revestida por epitelio plano estratificado y la que está revestida por epitelio cilíndrico en el conducto anal.[5]
- Surco angular, más conocido como incisura angular del estómago o escotadura gástrica (incisura angularis ventriculis, [TA]: incisura angularis gastris). Parte más baja de la curvatura menor del estómago, que sirve de referencia de la unión entre los dos tercios craneales o proximales y el tercio caudal de este órgano.[2]
- Surco gástrico intermedio (sulcus intermedius gastricus). Surco ligero situado en el estómago, aproximadamente a 2,5 cm de distancia de la unión entre el píloro y el duodeno.
- Surcos paracólicos o receso paracólico [TA]: sulci paracolici. Sacos peritoneales variables situados a los lados del colon descendente.
- Surco de la vena cava o fosa de la vena cava ([TA]: sulcus venae cavae).  Surco situado en la parte superior de la superficie posteroinferior del hígado, que establece la separación entre los lóbulos derecho y caudado y que alberga a la vena cava inferior.
- Surco de Rouviere  Situado en el hígado, entre el lóbulo derecho y el proceso caudado, corresponde al nivel del porta hepatis, donde el pediculo derecho entra al hígado.

### En el sistema esquelético
- Surco de la arteria occipital ([TA]: sulcus arteriae occipitalis). Surco ubicado en posición interna en relación con la escotadura mastoidea sobre el hueso temporal; alberga a la arteria occipital.
- Surco de la arteria subclavia o surco subclavio ([TA]: sulcus arteriae subclaviae). Surco transverso sobre la superficie craneal de la primera costilla, justamente posterior en relación con el tubérculo escaleno anterior. Alberga a la arteria subclavia.
- Surco de la arteria temporal media o surco temporal del hueso temporal ([TA]: sulcus arteriae temporalis mediae). Surco casi vertical que corre justamente por arriba en relación con el meato acústico externo, por la superficie externa de la escama del temporal; alberga a la arteria temporal media.
- Surcos arteriales o surcos meníngeos (sulci arteriosi, [TA]: sulci arteriales) son surcos en la superficie interna de los huesos craneales para las arterias meníngeas.
- Surco astragalino o surco interarticular del astrágalo ([TA]: sulcus tali). Surco transverso sobre la superficie inferior del astrágalo, entre las superficies articulares interna y posterior, que contribuye a formar el seno del tarso.
- Surco del astrágalo para el tendón del músculo flexor largo del dedo gordo ([TA]: sulcus tendinis musculi flexoris hallucis longi tali). Surco sagital sobre la superficie posterior del cuerpo del astrágalo, que brinda paso al tendón del músculo flexor largo del dedo gordo.
- Surco del atlas para la arteria vertebral ([TA]: sulcus arteriae vertebralis atlantis). Surco ubicado sobre la superficie craneal del arco posterior del atlas; alberga a la arteria vertebral y al primer nervio raquídeo.
- Surco basilar del hueso esfenoides ([TA]: Clivus ossis sphenoidalis).
- Surco bicipital lateral o surco bicipital radial ([TA]: sulcus bicipitalis lateralis). Surco longitudinal sobre la cara lateral del brazo que marca el límite entre el borde medial del músculo bíceps braquial y el músculo braquial.
- Surco bicipital medial o surco bicipital cubital (sulcus bicipitalis ulnaris, [TA]: sulcus bicipitalis medialis). Surco longitudinal en la cara medial del brazo que marca el límite entre el borde medial del músculo bíceps braquial y el músculo braquial.
- Surco calcáneo, surco interarticular del calcáneo o surco interóseo del calcáneo ([TA]: sulcus calcanei). Surco profundo y áspero ubicado sobre la superficie superior del calcáneo, entre las superficies articulares interna y posterior. Brinda la inserción del ligamento interóseo astrágalo calcáneo.
- Surco del calcáneo para el tendón del flexor largo del dedo gordo ([TA]: sulcus tendinis musculi flexoris hallucis longi calcanei). Surco sobre la superficie inferior de la apófisis menor del calcáneo, que alberga al tendón del músculo flexor largo el dedo gordo.
- Surco del calcáneo para los tendones de los músculos peroneos o surco cuboideo ([TA]: sulcus tendinum musculorum peroneum calcanei). Surco superficial sobre la parte inferior de la superficie externa del calcáneo que alberga a los tendones de los músculos peroneo lateral largo y peroneo lateral corto.
- Surco del canalículo mastoideo o surco de la rama auricular del nervio vago ([TA]: sulcus canaliculi mastoidei). Pequeño surco del peñasco del hueso temporal, que termina en el canalículo mastoideo.
- Surco cavernoso del hueso esfenoides o surco carotídeo ([TA]: sulcus caroticus ossis sphenoidalis). Surco situado al lado del cuerpo del esfenoides; alberga a la arteria carótida interna y al seno cavernoso.
- Surco carpiano o surco de la muñeca ([TA]: sulcus carpi). Escotadura profunda y amplia localizada sobre la superficie volar o palmar de los huesos del carpo; da paso a los tendones de los músculos flexores y al nervio mediano hacia la palma de la mano.
- Surco costal, surco subcostal o surco costal inferior ([TA]: sulcus costae). Surco que sigue las superficies inferior e interna de cada costilla por delante, desde el tubérculo, y que poco a poco se vuelve más superficial; alberga los vasos y los nervios intercostales.
- Surco del cuello del maxilar inferior o surco del maxilar inferior ([TA]: sulcus colli mandibulae). Escotadura superficial localizada entre el borde del cuello de la mandíbula o maxilar inferior y la línea de inserción del ligamento esfenomaxilar inferior.
- Surco digástrico, más conocido como incisura mastoidea del hueso temporal o escotadura mastoidea ([TA]: incisura mastoidea ossis temporalis). Surco profundo sobre la superficie externa de la apófisis mastoides del hueso temporal, que brinda inserción al vientre posterior del músculo digástrico.[2]
- Surco etmoidal del hueso nasal, surco etmoidal, surco nasal o surco para el nervio nasal ([TA]: sulcus ethmoidalis ossis nasalis). Surco que se extiende a todo lo largo de la superficie posterointerna del hueso propio de la nariz y que alberga la rama nasal externa del nervio etmoidal anterior.
- Surco del ganchillo pterigoideo o surco hamular ([TA]: sulcus hamuli pterygoidei). Surco liso ubicado sobre la superficie externa de la placa pterigoidea interna del hueso esfenoides, en el ángulo formado en la base del ganchillo pterigoideo; alberga al tendón del músculo tensor del suelo del paladar.
- Surco del hueso frontal para el seno sagital superior o surco sagital del hueso frontal.
- Surco del hueso occipital para el seno sagital superior, surco sagital del hueso occipital, surco longitudinal del hueso occipital, surco occipital o surco sagital (sulcus occipitis, sulcus longitudinalis ossis occipitis, [TA]: sulcus sinus sagittalis superioris ossis occipitalis). Surco amplio sobre la superficie interior de la escama del hueso occipital, generalmente a la derecha de la división superior de la eminencia cruciforme; alberga la parte posterior del seno sagital superior.
- Surco del hueso occipital para el seno sigmoideo ([TA]: sulcus sinus sigmoidei ossis occipitalis). Parte del surco del seno sigmoideo que se encuentra sobre el hueso occipital.
- Surco del hueso parietal para el seno sigmoideo, surco lateral para el seno lateral del hueso parietal, surco transverso del hueso temporal o surco del hueso temporal para el seno sigmoideo ([TA]: sulcus sinus sigmoidei ossis parietalis). Surco corto sobre la superficie interna del ángulo posteroinferior del hueso parietal, que se continúa tanto con el surco del hueso temporal para el seno sigmoideo como con el surco del hueso occipital para el seno transverso; alberga la parte superior del seno sigmoideo.
- Surco del hueso temporal para el seno petroso inferior o surco petrobasilar ([TA]: sulcus sinus petrosi inferioris ossis occipitalis). Surco sobre el borde posterointerno de la superficie interna del peñasco del hueso temporal que, con el surco correspondiente de la parte basilar adyacente del hueso occipital, alberga el seno petroso inferior.
- Surco del hueso temporal para el seno sigmoideo, surco sigmoideo del hueso temporal o surco lateral para la parte sigmoidea del seno lateral ([TA]: sulcus sinus sigmoidei ossis temporalis). Parte del surco del seno sigmoideo que se encuentra sobre el hueso temporal.
- Surco infraorbitario del maxilar superior ([TA]: sulcus infraorbitalis maxillae). Surco ubicado en la superficie orbitaria del maxilar superior, que comienza cerca de la parte media del borde posterior de la superficie y corre hacia adelante, a corta distancia, para continuar con el conducto infraorbitario.
- Surco intertubercular del húmero, surco bicipital del húmero o surco del semiconducto del húmero ([TA]: sulcus intertuberculosis humeri). Surco longitudinal situado sobre la superficie anterior del húmero, que se encuentra entre los tubérculos por arriba y las crestas tuberculares bastante hacia abajo; alberga al tendón de la cabeza larga del músculo bíceps braquial.
- Surco lagrimal del hueso lagrimal o surco del hueso lagrimal ([TA]: sulcus lacrimalis ossis lacrimalis). Surco vertical profundo, localizado sobre la parte anterior de la superficie externa del hueso lagrimal que, con el maxilar superior, forma la fosa del saco lagrimal.
- Surco lagrimal del maxilar, surco lagrimal del maxilar superior, o surco de la apófisis nasal del maxilar superior ([TA]: sulcus lacrimae maxillae). Surco dirigido hacia abajo y algo hacia atrás sobre la superficie nasal del cuerpo del maxilar, justo por delante de la gran abertura en el seno maxilar; se convierte en el canal nasolacrimal por el hueso lagrimal y el cornete nasal inferior.
- Surco lagrimal de Verga. Surco que discurre hacia abajo desde el orificio inferior del conducto nasal.
- Surco maleolar del hueso occipital, surco malear del hueso temporal. Surco que discurre oblicuo, hacia abajo y adelante a través de la cara interna del anillo timpánico anterior, y que alberga a la apófisis anterior del hueso martillo, cuerda del tímpano y arteria timpánica anterior en el recién nacido.
- Surco maleolar del peroné ([TA]: sulcus malleolaris fibulae). Surco en la superficie posterior del maléolo lateral del peroné, que aloja los tendones de los músculos peroneales.
- Surco maleolar de la tibia, surco maleolar tibial o surco para el músculo tibial posterior ([TA]: sulcus malleolaris tibiae). Surco longitudinal corto en la cara posterior del maléolo medial de la tibia, que alberga los tendones del músculo tibial posterior y del músculo flexor largo de los dedos del pie.
- Surco milohioideo del maxilar inferior ([TA]: sulcus mylohyoideus mandibulae). Surco situado sobre la superficie interna de la rama del maxilar inferior, de trayectoria hacia abajo y hacia delante, desde el agujero del maxilar inferior, y que alberga a la arteria milohioidea y al nervio milohioideo.
- Surco del músculo subclavio, surco para el músculo subclavio o surco subclavio ([TA]: sulcus musculi subclavii). Surco en la superficie inferior de la clavícula en el que se inserta el músculo subclavio por medio por medio de fibras musculares.
- Surco nasopalatino. Repliegue situado en la superficie lateral del vómer para el nervio nasopalatino y los vasos nasopalatinos.
- Surco del nervio cubital, surco cubital, hendidura del nervio cubital o hendidura cubital ([TA]: sulcus nervi ulnaris). Hendidura vertical superficial sobre la superficie posterior de la epitróclea para el nervio cubital.
- Surco del nervio espinal ([TA]: sulcus nervi spinalis). Surco sobre la superficie superior de cada apófisis transversa de las vértebras cervicales, que se extiende desde el agujero transverso por fuera y que separa al tubérculo anterior y el tubérculo posterior. Alberga la rama ventral del nervio cervical correspondiente.
- Surco del nervio petroso mayor, surco del nervio petroso superficial mayor, surco del gran nervio petroso superficial o surco del semiconducto del nervio vidiano (sulcus nervi petrosi superficialis majoris, [TA]: sulcus nervi petrosi majoris). Hendidura pequeña ubicada en el suelo de la fosa craneal media, de trayectoria anterointerna desde el hiato del conducto facial hacia el agujero rasgado medio, y que alberga al nervio petroso mayor.
- Surco del nervio petroso menor, surco del nervio petroso superficial menor o surco del conducto innominado (sulcus nervi petrosi superficialis minoris, [TA]: sulcus nervi petrosi minoris). Hendidura pequeña localizada en el suelo de la fosa craneal media que discurre en dirección anterointerna, justamente por fuera del surco del nervio petroso mayor, y que alberga al nervio petroso menor.
- Surco del nervio radial, surco musculoespiral, surco espiral radial, surco espiral del húmero o surco radial del húmero [TA]: sulcus nervi radialis). Surco oblicuo y amplio en la cara posterior del húmero para el nervio radial y la arteria braquial profunda.
- Surco obturador de pubis o surco obturador ([TA]: sulcus obturatorius ossis pubis). Surco que cruza en sentido oblicuo la superficie inferior de la rama superior del pubis, y que da paso al nervio obturador y a los vasos obturadores.
- Surco palatino mayor del hueso palatino, surco palatino del hueso palatino o surco palatomaxilar del hueso palatino ([TA]: sulcus palatinus major ossis palatini). Surco vertical sobre la superficie maxilar de la lámina perpendicular del hueso palatino; se articula con el maxilar superior para formar el conducto para el nervio palatino mayor.
- Surcos palatinos del maxilar superior ([TA]: sulci palatini maxillae). Surcos ubicados en posición lateral, entre las espinas palatinas sobre la superficie inferior del paladar duro, que albergan a los vasos y nervios palatinos.
- Surco palatinovaginal ([TA]: sulcus palatinovaginalis). Surco situado sobre el proceso vaginal de la apófisis pterigoides del hueso esfenoides, que contribuye a la formación del conducto palatinovaginal.
- Surcos paraglenoideos del hueso coxal ([TA]: sulcus paraglenoidales ossis coxae). Surcos superficiales situados por delante y por debajo de la superficie articular del ilion, que sirven para la inserción de los ligamentos sacroiliacos ventrales e interóseos.
- Surco prequiasmático, surco quiasmático o surco óptico ([TA]: sulcus prechiasmaticus). Pliegue en la cara superior del hueso esfenoides, localizado justo por delante del tubérculo de la silla; alberga al quiasma óptico.
- Surco pterigopalatino de la apófisis pterigoides o surco pterigopalatino de la lámina pterigoidea ([TA]: sulcus pterygopalatinus processus pterygoidei). Surco pequeño sobre la superficie inferior del proceso vaginal de la lámina pterigoidea interna del hueso esfenoides, que forma parte de la pared del conducto vomerovaginal.
- Surco sagital del hueso parietal, surco del seno longitudinal superior o surco longitudinal del hueso parietal (sulcus sagittalis ossis parietalis). Surco superficial a lo largo del borde sagital de la superficie interna del hueso parietal. Forma junto con su vecino del lado opuesto una hendidura para la parte media del seno sagital superior.[2]
- Surco del seno petroso superior ([TA]: sulcus sinus petrosi superioris). Pequeño surco de dirección posteroexterna, que está ubicado a lo largo de la superficie externa del peñasco del hueso temporal sobre el ángulo que separa a las fosas craneales posterior y media. Alberga al seno petroso superior.
- Surco del seno sagital superior o surco sagital ([TA]: sinus sagittalis superioris). Surco que se encuentra en el hueso frontal, hueso parietal y hueso occipital que aloja al seno sagital superior.
- Surco del seno sigmoideo, surco sigmoideo, surco transverso del hueso parietal o surco del hueso parietal para el seno sigmoideo (sulcus transversus ossis parietalis, [TA]: sulcus sinus sigmoidei). Surco con forma de S que se inicia sobre la superficie interior del borde posteroinferior del hueso parietal y se continúa con el extremo externo o lateral del surco del seno transverso; pasa hacia la superficie interior de la porción mastoidea del hueso temporal, en la que se desvía hacia abajo y hacia adentro para continuar sobre la parte lateral o externa del hueso occipital, y termina en el agujero yugular. Alberga al seno sigmoideo.
- Surco del seno transverso, surco transverso del hueso occipital o surco lateral para el seno lateral del hueso occipital ([TA]: sulcus sinus transversi). Surco grande que pasa en sentido horizontal hacia los lados y hacia adelante de la protuberancia occipital interna hacia el hueso parietal, donde se continúa con el surco del seno sigmoideo. Alberga al seno transverso.
- Surco supraacetabular ([TA]: sulcus supra-acetabularis). Surco localizado en la parte posterosuperior del borde del acetábulo. Es el lugar de inserción de la cabeza refleja del músculo recto femoral.
- Surco del tendón del músculo peroneo lateral largo ([TA]: sulcus tendinis musculi peronei longi). Surco profundo sobre la superficie inferior del hueso cuboides que, en ciertas posiciones del pie, alberga al tendón del músculo peroneo lateral largo.
- Surco timpánico del hueso temporal ([TA]: sulcus tympanicus ossis temporalis). Surco estrecho situado en la parte interna del meato acústico externo del hueso temporal, en el que encaja la membrana del tímpano; es deficiente por arriba.
- Surco de la trompa auditiva o surco de la trompa de Eustaquio (sulcus tubae auditoriae, [TA]: sulcus tubae auditivae). Surco en la parte medial de la base de la espina del hueso esfenoides; aloja a una porción de la parte cartilaginosa de la trompa auditiva.
- Surco de la vena subclavia ([TA]: sulcus venae subclaviae). Surco transverso sobre la superficie superior de la primera costilla, justo por arriba del tubérculo escaleno anterior. Alberga a la vena subclavia.
- Surcos venosos ([TA]: sulcus venosi). Surcos sobre las superficies interiores de los huesos del cráneo para las venas meníngeas.
- Surco vertebral. Depresión a cada lado de la columna vertebral, entre las apófisis espinosas, las láminas y las apófisis transversas. Alberga a los músculos profundos de la espalda.
- Surco vomeriano o surco del vómer ([TA]: sulcus vomeris). Pliegue situado en la mitad inferior del borde inferior del cartílago del tabique nasal.
- Surco vomerovaginal ([TA]: sulcus vomerovaginalis). Surco ubicado sobre el proceso vaginal de la apófisis pterigoides del hueso esfenoides, que contribuye a formar el conducto vomerovaginal.
- Surco etmoidal de Gegenbaur, más conocido como los agujeros etmoidales anterior y posterior ([TA]: foramen ethmoidalia), son conductos situados entre los huesos etmoides y frontal, para la rama nasal del nervio oftálmico y para los vasos etmoidales anteriores.[6]
- Surco olfatorio, más conocido como fosa etmoidal o fosa etmoidea. Canal en la lámina cribiforme del hueso etmoides, que aloja el lóbulo olfatorio.[2]
- Surco semilunar del radio, más conocido como incisura cubital del radio o escotadura cubital ([TA]: incisura ulnaris radii). Concavidad sobre el lado interno de la extremidad distal del radio, que se articula con la cabeza del cúbito.[2]
- Surco supraorbitario, más conocido como agujero supraorbitario o escotadura supraorbitaria ([TA]: foramen supraorbitalis). Orificio del hueso frontal situado en el borde supraorbitario, que da paso a la arteria supraorbitaria y al nervio supraorbitario. A menudo se presenta como una escotadura cerrada únicamente por tejido fibroso.[6]
- Surco lagrimal, más conocido como la fosa del saco lagrimal ([TA]: fossa sacci lacrimalis). Fosa que aloja el saco lagrimal, formada por el surco lagrimal del hueso unguis y la apófisis frontal del hueso maxilar superior.[2]

### En otros lugares del cuerpo humano
- Surco aórtico ([TA]: sulcus aorticus). Surco longitudinal ubicado sobre la superficie media del pulmón izquierdo; corresponde a la aorta torácica.
- Surcos cutáneos, surcos de la piel o repliegues cutáneos ([TA]: sulci cutis). Depresiones finas sobre la superficie de la piel entre las crestas dérmicas.
- Surco digital. Cualquiera de los pliegues transversales sobre las articulaciones en la superficie palmar de un dedo.
- Surco escleral o surco esclerocorneal ([TA]: sulcus sclerae). Surco ubicado a nivel de la unión entre la esclerótica y la córnea.
- Surco glúteo, pliegue glúteo o arruga glútea ([TA]: sulcus glutealis). Surco o pliegue transverso curvo en el dorso de la parte alta del muslo, separando la parte superior de este de las nalgas.
- Surco infrapalpebral ([TA]: sulcus infrapalpebralis). Repliegue ubicado por debajo del párpado inferior.
- Surco interglúteo. Surco que separa a ambos músculos glúteos.
- Surco de la matriz ungueal ([TA]: sulcus matricis unguis). Pliegue cutáneo en el que está embebida la parte proximal de la uña.
- Surco nasal posterior o meato nasofaríngeo óseo ([TA]: meatus nasopharyngeus osseus). Abertura del cráneo entre los bordes posteriores de los cornetes nasales óseos medio e inferior y las coanas.[5]
- Surco nasolabial (sulcus nasolabialis). Depresión situada entre la nariz y el labio superior.
- Surco ninfocaruncular o surco ninfohimenal. Surco localizado entre el labio menor de la vulva y la carunca del himen de cada lado.
- Surco ninfolabial. Surco que separa los labios mayor y menor del cada lado de la vulva.
- Surco olfatorio de la nariz ([TA]: sulcus olfactorius nasis). Surco superficial sobre la pared de la cavidad nasal, que pasa hacia arriba desde el extremo anterior del cornete medio, justo por arriba de la eminencia nasal triangular, hacia la lámina cribosa.
- Surco de la oreja ([TA]: sulcus auriculae posterior. Ligera depresión situada sobre la oreja. Separa el antehélix del antitrago.
- Surco del pilar del hélix ([TA]: sulcus cruris helicis). Surco transverso localizado sobre la superficie interna de la oreja; corresponde al pilar del hélix sobre la superficie lateral o externa de la ésta.
- Surco pulmonar del tórax ([TA]: sulcus pulmonalis thoracis). Reciben este nombre cada una de las grandes hendiduras verticales en la parte posterior de la cavidad torácica, una a cada lado de los cuerpos de las vértebras por detrás del nivel de su superficie ventral, que albergan la porción posterior abultada del pulmón.
- Surco de Sibson. Repliegue que se observa a veces en el borde inferior del músculo pectoral mayor.
- Surco subclavio del pulmón (sulcus subclavius pulmonis). Surco amplio, superficial y transverso a través de la parte alta del pulmón, que alberga a la arteria subclavia.
- Surco transverso del antehélix (sulcus anthelicis transversus). Depresión situada sobre la superficie interna de la oreja, que corresponde al pilar inferior del antehélix.

## Surcos patológicos
- Surco de Harrison. Depresión patológica horizontal a lo largo del borde inferior del tórax que comprende a la inserción costal del diafragma; se observa en casos de raquitismo avanzado en niños.
- Surcos de Jadelot, más conocidos como líneas de Jadelot o arrugas de Jadelot, son líneas sobre la cara en niños pequeños, descritas como indicadores específicos de enfermedad. Son las siguientes: genal, labial, nasal y oculocigomática.
- Surco de Liebermeister. Depresión que a veces se advierte en la superficie superior del hígado por la compresión de las costillas, generalmente causada por ropas ajustadas o por un corsé apretado.
- Surco ungueal. Depresión lineal patológica sobre la placa ungueal, que discurre por la longitud o, mucho más frecuentemente, a través de la uña.